# Ejido los Pintados
Ejido los Pintados är en ort i kommunen San José del Rincón i delstaten Mexiko i Mexiko. Samhället hade 560 invånare vid folkräkningen 2020.